# 크리스틴 데이비스
크리스틴 데이비스(Kristin Davis, 1965년 2월 24일 ~ )는 미국의 배우이다.

## 출연 작품
- 잃어버린 세계를 찾아서 2: 신비의 섬 - 엘리자베스 앤더슨 역
- 크리스마스 인 아프리카 - 케이트 역 (제작)
- 캐시 아웃 - 아멜리아 데커 역